# Joris Driepinter
Joris Driepinter is een personage dat in de jaren zestig en zeventig van de twintigste eeuw figureerde in verscheidene reclames voor melk. Het figuurtje werd ontworpen door de Deense ontwerper Ib Antoni Jensen (1929-1973) en bedacht door de Nederlander Dimitri Frenkel Frank. De simpele vormen van het figuurtje Joris werden gekoppeld aan een verhaallijn geïnspireerd op strips als Superman en Batman. Door het dagelijks drinken van drie pinten melk was de oorspronkelijke Joris Driepinter tot sterke staaltjes in staat, zoals het optillen van een olifant.
Veel van de teksten voor de Joris Driepinter-campagne werden geschreven door Mies Bouhuys. Er werden strips en verhalenboeken van Joris Driepinter uitgebracht.
In 2007 hebben het Rijksmuseum en de Nieuwe Kerk in Amsterdam de tentoonstelling HELD georganiseerd over Nederlandse helden in de historie. Joris Driepinter was een van de driehonderd helden op deze tentoonstelling. Het Nederlands Zuivelbureau, dat met Joris Driepinter adverteerde, heeft de Joris Driepintercollectie geschonken aan het ReclameArsenaal, een stichting die zich inzet voor het behoud en beheer van het erfgoed van de Nederlandse reclame.
De Nederlandse Zuivel Organisatie (NZO) liet Joris in maart 2010 terugkeren. Ook werd bekend dat de campagne eigenlijk meer bedoeld was geweest om de “melkplas” die in die jaren binnen Europa bestond, tegen te gaan. Er moest veel meer melk gedronken worden om die op te krijgen en om dat te bevorderen had de overheid deze campagne gelanceerd met als boodschap dat melk zo gezond was.